# 水月公園

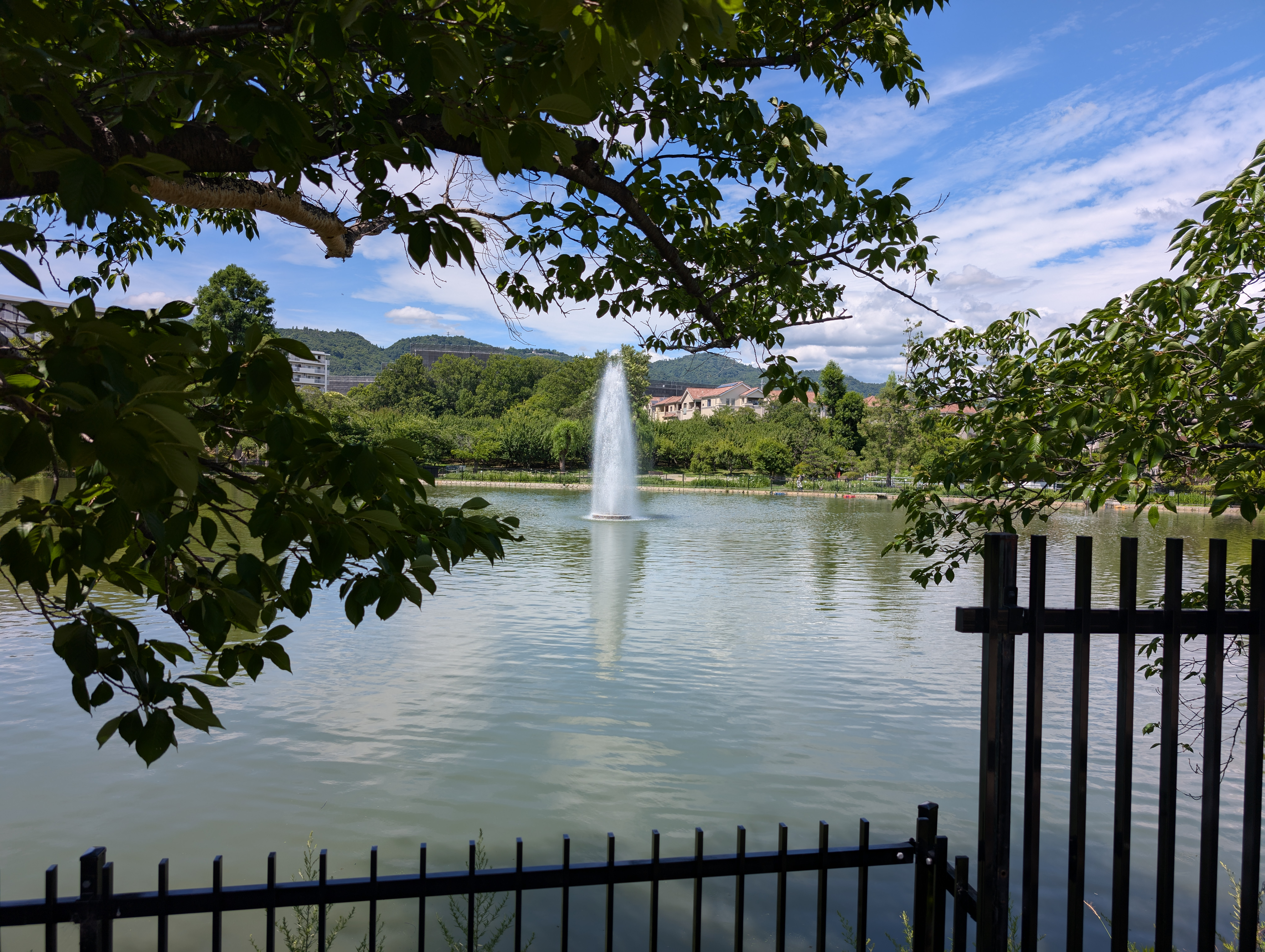

水月公園（すいげつこうえん）は、大阪府池田市鉢塚にある都市公園である。

## 概要
池田市が設置・管理している都市公園。面積は4.1ha。大阪みどりの百選に選ばれている。
池田市南部の五月山の高台に位置するため、公園は階段状に整備されている。花の名所として有名であり、園内には桜や約250本の梅林、60種6,000株の花菖蒲などが植えられ、四季を通して楽しむことができる。開花時期には多くの花見客でにぎわう。花菖蒲の開花時期である6月上旬頃には、花菖蒲まつりが開催される。また、二尾池と舟池の2つの池が整備され、二尾池には噴水と人口滝が設置されている。
園内には池田市の友好都市である中国江蘇省蘇州市から贈られた斎芳亭(せいほうてい)があり、周辺の庭とともに美しい景観をつくっている。

## 歴史
1984年(昭和59年)に、友好都市締結3周年を記念して中国江蘇省蘇州市から斎芳亭が贈られた。これは、蘇州市にある拙政園の亭「荷風四面亭」と同じものである。建設にあたって蘇州市から技術者4人が来日し、上部亭は蘇州市で組み立てたものを解体して再び池田市で組み立てる工程がとられた。周辺の庭園と合わせて整備され、美しい景観をつくっている。
1991年(平成3年)、友好都市締結10周年を記念して蘇州市より、蘇州の石坊と滄浪亭の石坊をモチーフにした「源遠流長」が贈られる。
1996年(平成8年)、友好都市締結15周年を記念して蘇州市より太湖から産出された太湖石が贈られる。

## 所在地
大阪府池田市鉢塚3丁目

### 交通
- 阪急宝塚本線「石橋阪大前駅」北へ約1km
- 阪急バス「水月公園前」より徒歩2分

## 園内の施設
- 斎芳亭
- 太湖石
- 源遠流長
- 二尾池